# Nosy Mangabe
Nosy Mangabe poznat i po svom starom francuskom imenu Île Marosy, ali i kao Nosi Marosi, maleni otok od 5,2 km² u dubini zaljeva Antongila pored grada Maroantsetra na sjeveroistoku Madagaskara. Pripada Provinciji Toamasina. 
Poznat je po svom rezervatu prirode.

## Povijest
Početkom 18. stoljeća na otoku je egzistirala piratska kolonija (uz onu veću na otoku Nosy Boraha), iz koje su plijenili brodove koji su plovili za IndijuNjihovi potomci zvani Malati uspjeli su do 1720. godine uspostaviti dominaciju nad svim lokalnim plemenima u zaljevu Antongila, uglavnom nad Betsimisarakama.
Otok i zaljev Antongila bili su sredinom 18. stoljeća važan punkt za trgovinu robovima, sve dok ta trgovina nije zamrla krajem istog stoljeća.

## Geografska i prirodna obilježja
Nosy Mangabe se nalazi na sjeveroistočnoj obali Madagaskara u dubini zaljeva Antongila u Indijskom oceanu, 2 km južno od grada Maroantsetrei oko 586 km od glavnog grada Antananariva. Otok je dug 3,9 i širok 2,1 km, s 520 hektara, s najvišim vrhom od 333 m.
Prekriven je gustom tropskom kišnom šumom.
Rezervat prirode Nosy Mangabe osnovan je 1965. na cijeloj površini otoka, kao egzil za ugrožene vrste lemura od kojjih je najpoznatiji malegaški prstaš (Aye-aye) za kojeg se mislilo da je istrijebljen. Ima puno crno-bijelih lemura i noćnih macaklina (Uroplatus guentheri). Može se naići i na bjeloglavog lemura, mišjeg lemura i patuljastog lemura. Na otoku žive i brojni endemski gmazovi. Do parka je moguće doći iz grada Maroantsetre brodom, unutar rezervata može se i noćiti u kampu.
Na vrhu otoka nalazi se antičko groblje naroda Betsimisaraka. 

## Vanjske poveznice
- Nosy Mangabe